# Lasiurus seminolus
Lasiurus seminolus is een zoogdier uit de familie van de gladneuzen (Vespertilionidae). De wetenschappelijke naam van de soort werd voor het eerst geldig gepubliceerd door Rhoads in 1895.